# انتخابات الرئاسة الأمريكية 1944
الانتخابات الرئاسية الأمريكية 1944 هي الانتخابات الرئاسية الأمريكية التي جرت في 7 نوفمبر 1944، لانتخاب رئيس الولايات المتحدة، فاز بالانتخابات فرانكلين روزفلت.

## معرض صور

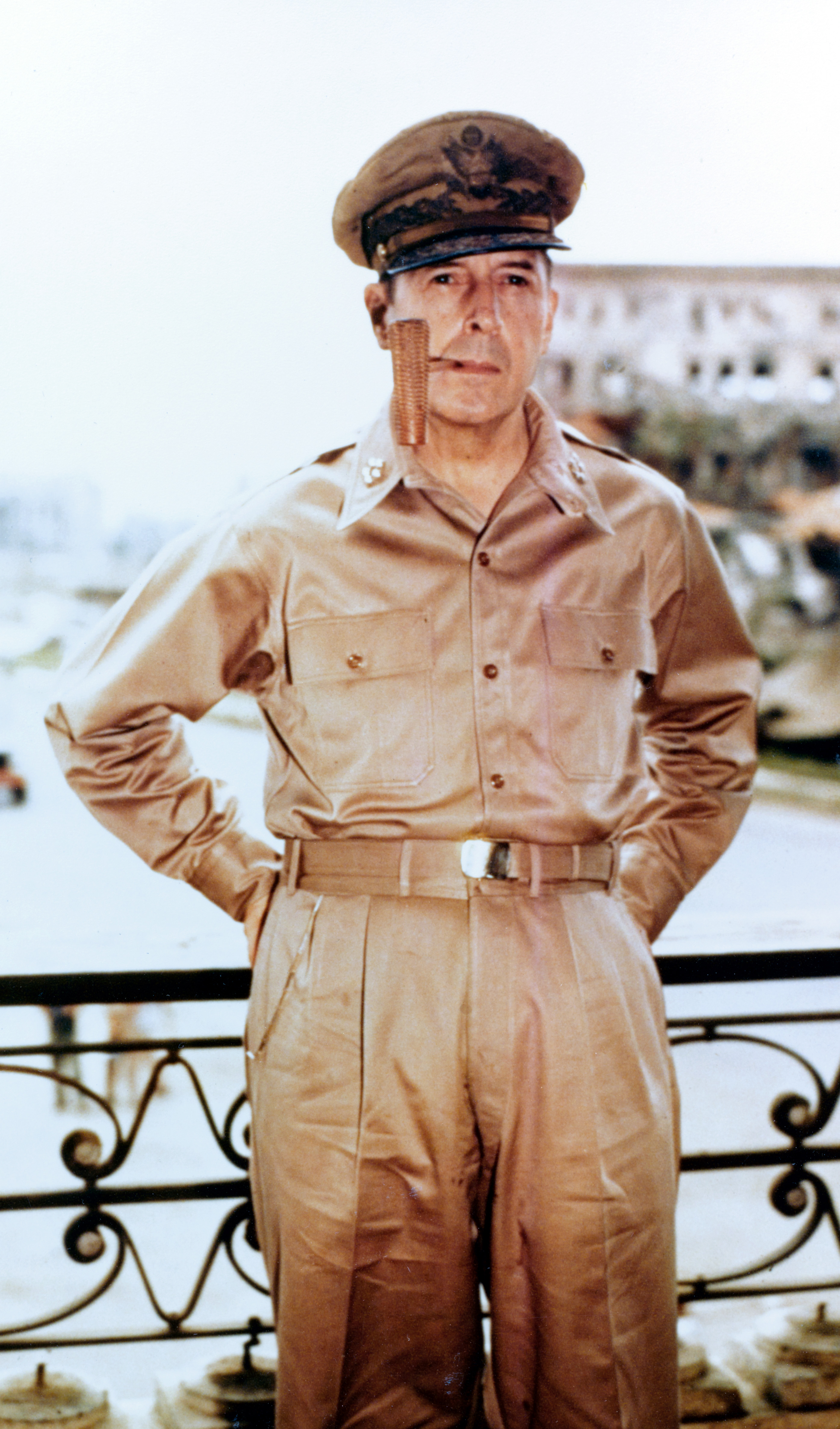
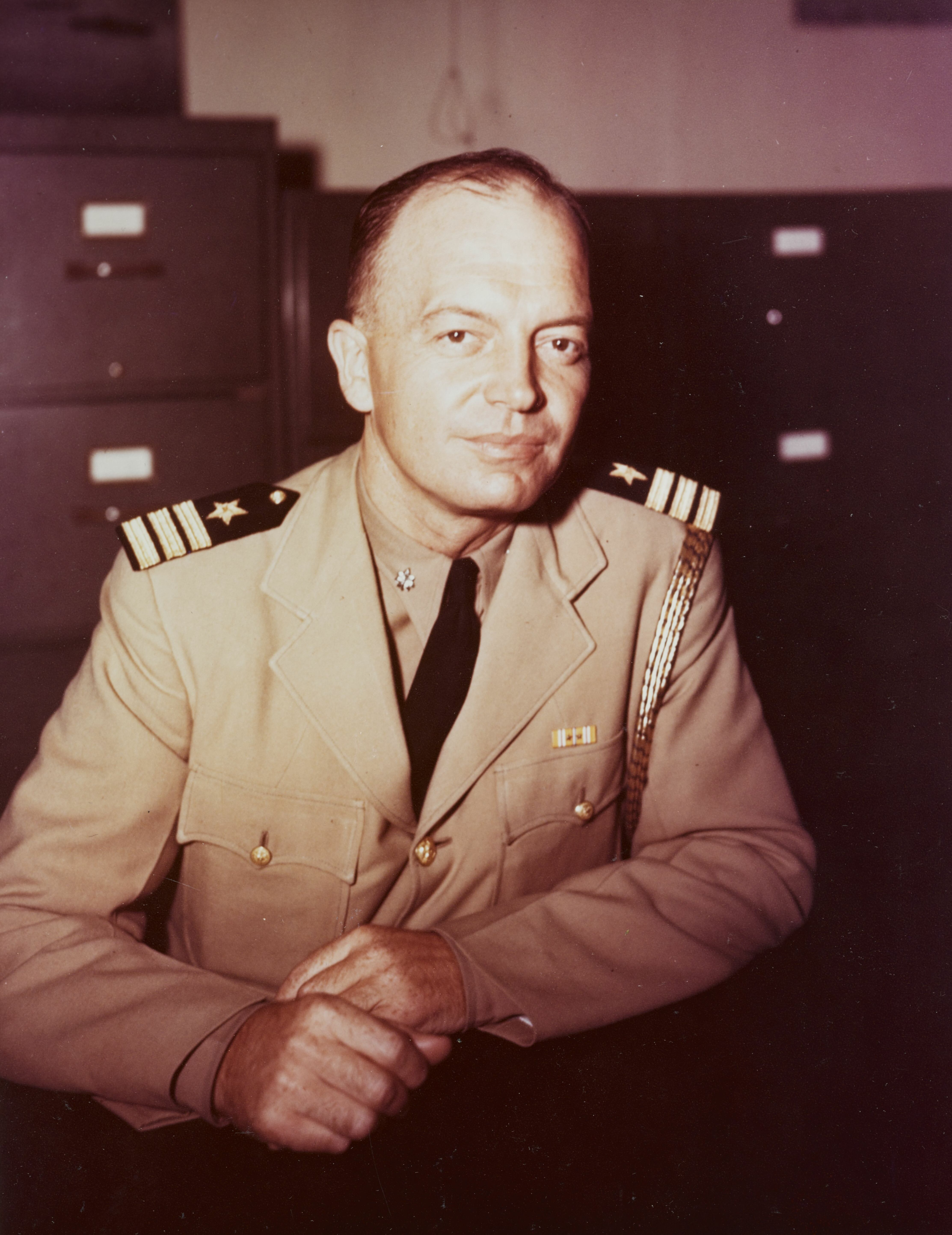
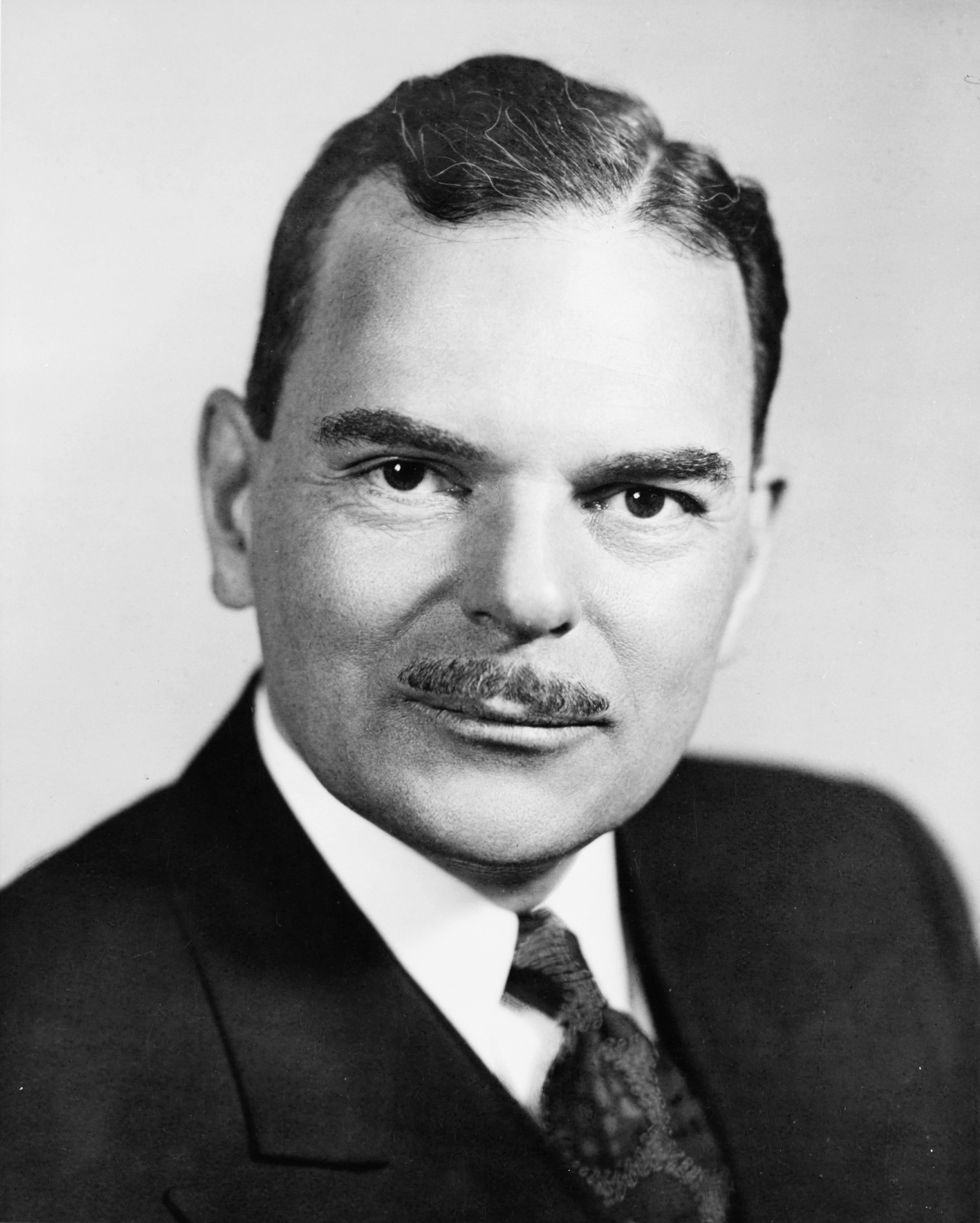
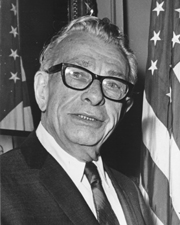
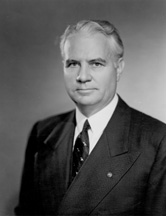
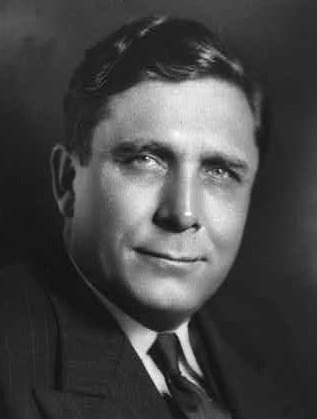

## المرشحين
| المرشح            | الحزب | عدد الأصوات |
| ----------------- | ----- | ----------- |
| فرانكلين روزفلت   |       |             |
| توماس ادموند ديوي |       |             |